# Charles Rogier
Charles Latour Rogier (Nederlands, verouderd: Karel Rogier; Saint-Quentin 17 augustus 1800 – Sint-Joost-ten-Node, 27 mei 1885) was een Belgisch politicus en een van de grondleggers van de Belgische staat.

## Levensloop
Charles Rogier werd geboren in Saint-Quentin, Frankrijk, als zoon van Frans officier en lakenhandelaar Firmin Rogier en van Henriette Estienne. Zelf bleef hij ongehuwd.
Nadat zijn vader tijdens de Russische veldtochten was gesneuveld, kwam hij met zijn moeder in Luik wonen en promoveerde er in 1826 tot doctor in de rechten aan de Universiteit van Luik. Voordien was hij van 1817 tot 1821 privéleraar en van 1821 tot 1823 huisonderwijzer bij baron de Senzeilles. In 1826 werd hij advocaat bij de Balie van Luik. Daar ontpopte hij zich tot een liberale opposant van koning Willem I der Nederlanden. Hij behoorde tot de jonge groep intellectuelen die tussen 1824 en 1830 verschillende kranten oprichtte: eerst de Mathieu Laensbergh, vervolgens Le Politique.

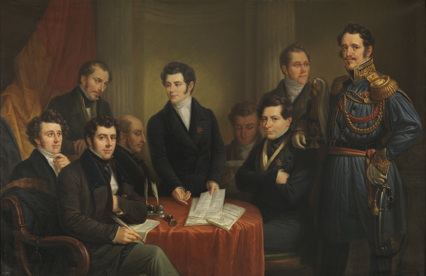
Voorlopig Bewind van 1830 met Rogier, door Charles Picqué

Op 4 september 1830 trok hij met 300 gewapende Luikenaars naar Brussel en bezette er het stadhuis. Hij werd voorzitter van de Commission administrative en van september 1830 tot februari 1831 maakte hij deel van het Voorlopig Bewind. In november 1830 werd hij in het arrondissement Luik verkozen tot lid van het Nationaal Congres. Daarnaast was hij vanaf 24 februari 1831 kolonel en vleugeladjudant van Erasme Louis Surlet de Chokier, regent van België, vanaf 21 maart 1831 administrateur van de Openbare Veiligheid en van 4 juni 1831 tot 20 oktober 1832 en van 21 september 1834 tot 5 april 1840 gouverneur van de provincie Antwerpen.
Tussen 1831 en zijn dood in 1885 zetelde Rogier verschillende malen in de Kamer van volksvertegenwoordigers: van 1831 tot 1837 voor het arrondissement Turnhout, van 1837 tot 1854 en van 1857 tot 1863 voor het arrondissement Antwerpen, van 1856 tot 1857 voor het arrondissement Brussel en van 1863 tot aan zijn dood voor het arrondissement Doornik. In 1878 was hij korte tijd voorzitter van de Kamer.

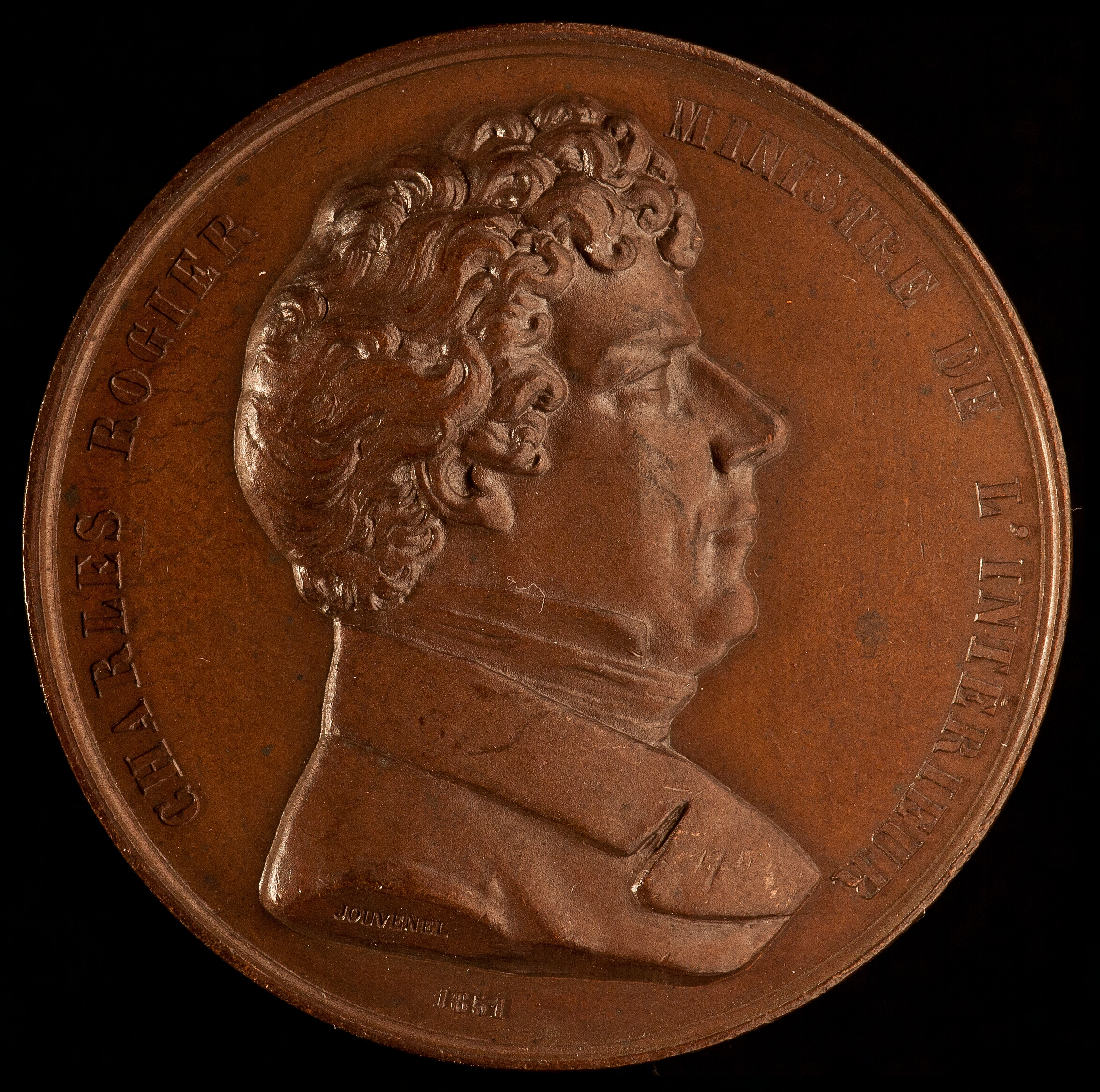
Erepenning voor Rogiers ministerschap (1851)

Ook was hij verschillende malen minister: van 1832 tot 1834 was hij minister van Binnenlandse Zaken, van 1840 tot 1841 minister van Openbare Werken, van 1847 tot 1852 eerste minister en minister van Binnenlandse Zaken, van 1857 tot 1861 opnieuw eerste minister en minister van Binnenlandse Zaken en van 1861 tot 1867 eerste minister en minister van Buitenlandse Zaken. Rogier behoorde tot de liberale gezindheid. Hij was vrijmetselaar in de Brusselse loge L'Union des Peuples.
In 1833 kreeg hij het in het parlement aan de stok met de rattachist Alexandre Gendebien, over de langdurige afwezigheid van een parlementslid. De mannen vochten hun ruzie uit met een duel in het Zoniënwoud. Rogier kreeg daarbij een kogel door de wang. De arts raapte twee tanden op en schraapte hagel uit de mond van Rogier, die niet eens flauwviel. Enkele dagen later was hij alweer aan het werk.
Vanaf 1845 steunde hij het project van onder andere Paul Devaux en Pierre-Theodore Verhaegen om een bundeling van alle liberale en antiklerikale krachten te organiseren. Eén jaar later, in juni 1846, kwam het liberaal congres samen en werd de Liberale Partij opgericht als eerste nationale politieke organisatie. Omdat Rogier afwezig was bij dit congres, slaagde de jonge radicaal Walthère Frère-Orban erin om zich te profileren tot voorman van de partij. Vanaf toen moest Rogier zijn leiderspositie van de partij steeds met hem delen.
Bij het einde van zijn ministeriële loopbaan werd hij in 1868 benoemd tot minister van Staat.
Voor de jonge staat had hij enkele belangrijke ideeën. Onder zijn initiatief werd in 1834 de eerste spoorlijn op het Europese vasteland gelegd tussen Mechelen en Brussel en in 1863 voor de haven van Antwerpen de Scheldetol afgekocht.
In 1848 woedde de Franse Februarirevolutie, ook in België braken er rellen uit. De economische crisis, de werkloosheid en een dreigende hongersnood, vooral in de Vlaamse gewesten, werden belangrijke punten voor de regering. Karl Marx, die in ballingschap in Brussel woonde, werd door Rogier het land uitgezet. Er keerde een relatieve rust terug wanneer de kiescijns tot een minimum werd verlaagd, er werkgelegenheid werd beloofd en het zegelrecht op dagbladen wordt afgeschaft. Later werd onder zijn bewind de Wet le Chapelier afgeschaft en gaf hij de overheid het recht om middelbare scholen op te richten, naast die van het katholiek onderwijs. Zo ontstonden de eerste Koninklijke Athenea, waaronder het huidige Athénée royal Charles Rogier in Luik.
Om de economische crisis op te lossen, stelde Rogier voor om de studie en het gebruik van de Franse taal in Vlaanderen uit te breiden, zodat Vlamingen gemakkelijker werk zouden vinden in Wallonië. Tijdens zijn tweede periode als eerste minister verzette hij zich tegen de publicatie van het rapport van de Vlaamse Grievencommissie, omdat hij vond dat de commissie een gebrek aan vaderlandsliefde en rechtvaardigheidszin vertoonde. Sommige Vlaamse eisen bestempelde hij als ongegrond en onrealistisch en hij vond dat bepaalde Vlaamse eisen al ingewilligd waren.
Tegen Napoleon III wist hij de onafhankelijkheid van het jonge land te vrijwaren. In 1860 paste hij de Brabançonne aan. De uitvallen naar Nederland werden afgezwakt, ook kwam hij met ideeën over een nieuwe vorming van een Verenigd Koninkrijk der Nederlanden, in confederale vorm.

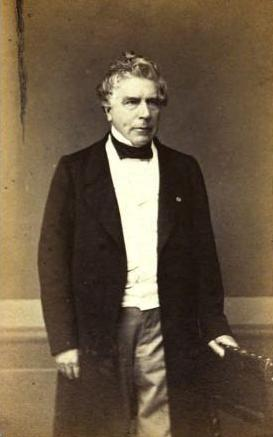
Rogier op latere leeftijd

In 1867 liepen de spanningen tussen de oudere, meer gematigde Rogier en de jongere, radicalere Frère-Orban zodanig op dat samenwerking in de regering vrijwel onmogelijk werd. Daarop nam Rogier ontslag en op 3 januari 1868 werd hij opgevolgd door Frère-Orban. Vanaf dan was zijn politieke rol zo goed als uitgespeeld.

## Overlijden
Charles Rogier werd bijgezet in Schaarbeek, in een praalgraf gemaakt door steenhouwer Isidore De Rudder. Zijn dood in 1885 betekende het verdwijnen van een liberaal boegbeeld dat jarenlang invloed uitoefende op het Belgisch liberalisme en de Belgische staat.

## Eretekens
- Grootofficier in de Leopoldsorde[6]
- IJzeren Kruis
- Grootlint in het Legioen van Eer[6]
- Grootkruis in de Orde van Sint-Mauritius en Sint-Lazarus[6]
- Grootkruis in de Orde van de Poolster[6]
- Grootkruis in de Saksisch-Ernestijnse Huisorde[6]
- Grootkruis in de Orde van Onze Lieve Vrouwe van Villa Viçosa[6]
- Grootkruis in de Orde van de Witte Adelaar[6]
- Grootkruis in de Orde van de Rode Adelaar[6]
- Grootkruis in de Orde van Sint-Karel[6]

## Eponiemen en standbeelden

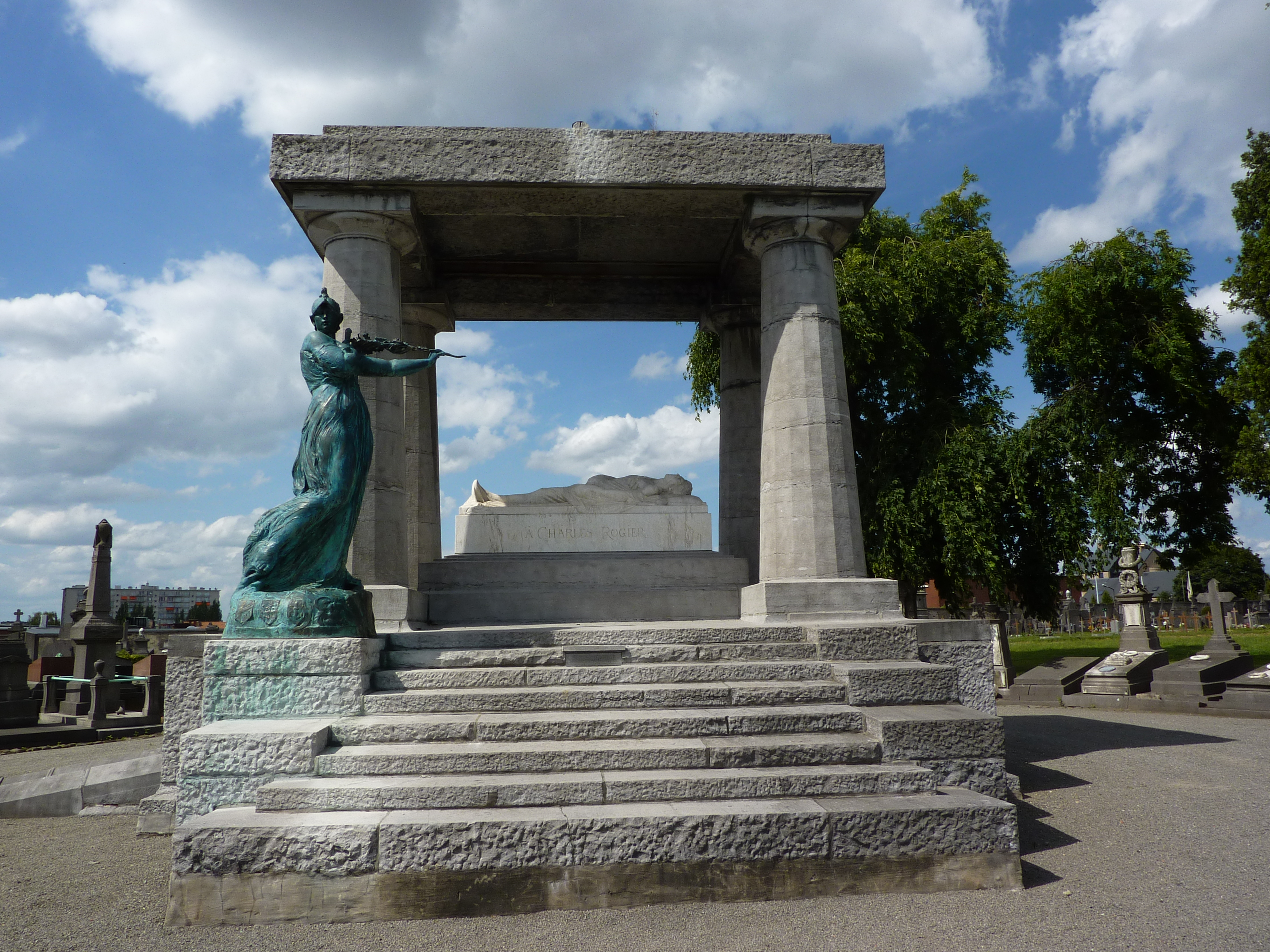
Praalgraf van Charles Rogier, Schaarbeek

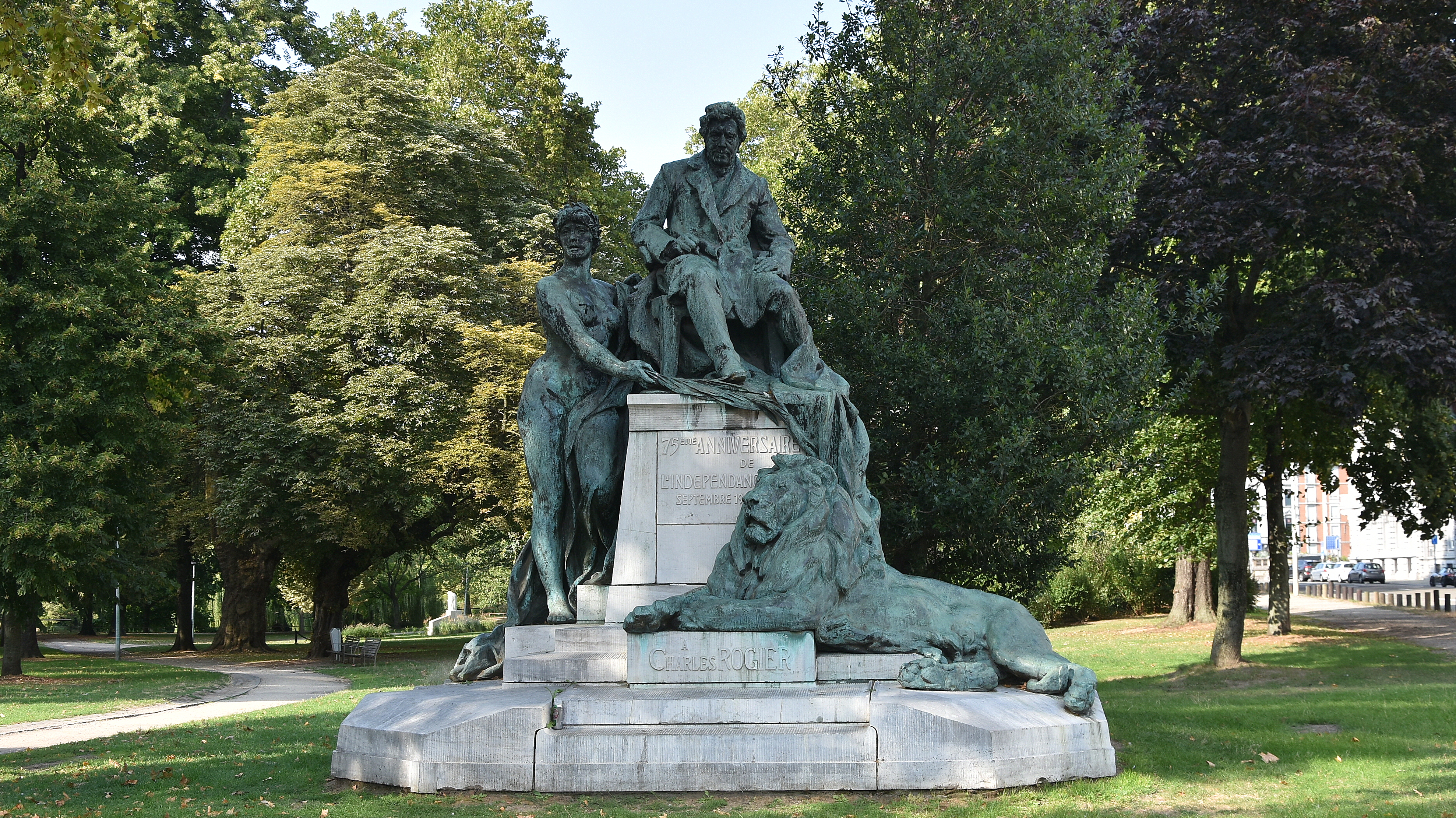
Standbeeld van Charles Rogier te Luik (1905), door Camille-Marc Sturbelle (1873-1944)

Er zijn verschillende straten en pleinen naar hem genoemd:
- in Brussel: het Rogierplein in Sint-Joost-ten-Node (met de Rogiertoren) en de Rogierstraat/Rogierlaan (Schaarbeek);
- in Antwerpen: de Karel Rogierstraat;
- in Luik: de Charles Rogierlaan;
- Charles Rogierstraten in onder meer Frameries, Renlies en Saint-Quentin.

Er zijn standbeelden van hem:
- in het Parc d'Avroy in Luik;
- op het Vrijheidsplein in Brussel.[7]

## Beroemd citaat
Een citaat dat onterecht aan Rogier toegeschreven wordt is "La Belgique sera latine ou elle ne sera pas." In werkelijkheid is dit citaat afkomstig van de journalist Raymond Colleye de Weerdt en dateert het uit 1915.